# William Allport Leighton
William Allport Leighton (Shrewsbury, 17 de mayo de 1805 -28 de febrero de 1889) fue un botánico, y micólogo británico.

## Algunas publicaciones
- a. h. Curtiss, alexandre Poiteau, wilhelm friedrich Zopf, william allport Leighton. 1878. Botany memoirs, Volumen 3.

### Libros
- David starr Jordan, a. h. Curtiss. 1881. Notes on a collection of fishes from Saint John's river, Florida. 22 pp.
- 1886. Forests of Florida

## Eponimia
- (Aloaceae) Haworthia leightonii G.G.Sm.[1]
- (Euphorbiaceae) Macaranga leightonii Whitmore[2]
- (Rosaceae) Rubus leightonii Lees ex Leight.[3]